# Sy Johnson
Sy Johnson (* 15. April 1930 in New Haven, Connecticut; † 26. Juli 2022 in New York City, New York) war ein US-amerikanischer Pianist und Arrangeur des Modern Jazz.

## Leben und Wirken
Johnson spielte Jazz auf der Highschool und studierte später Musik. Er zog dann nach Los Angeles und arbeitete dort als freischaffender Arrangeur, u. a. mit Paul Bley und Ornette Coleman. 1960 spielte er in New York für zwei Wochen in der Band von Charles Mingus. Er hatte in dieser Zeit auch ein eigenes Trio, spielte mit dem Oktett von Rod Levitt und begleitete die Sängerin Yolande Bavan.
Von 1971 bis 1978 arbeitete Johnson erneut für Mingus’ kleinere Formationen (Changes Two, 1974) und seine Big Band Projekte, wie bei dem Columbia Album Let My Children Hear Music von 1971, an dem auch James Moody, Charles McPherson und Julius Watkins mitwirkten. Johnson musste damals, um das Arrangement für die Komposition „The Shoes of Fisherman’s Wife are Some Jive Ass Slippers“ zu schreiben, die Ur-Aufnahme von der Platte Music Written for Monterey... von 1965 abhören, da keine Noten mehr vorhanden waren, es transkribieren und neu orchestrieren. Seine Leistungen im besten „Mingus-Geiste“ wurden von dem Bandleader jedoch nicht honoriert, so die Mingus-Biographen Horst Weber und Gerd Filtgen, da dieser auf dem Plattencover „Orchestration by Charles Mingus“ sehen wollte, ohne den beträchtlichen Arrangieranteil Johnsons zu erwähnen. 1972 war er für die Arrangements beim Konzert Charles Mingus and Friends in Concert zuständig.
Weiters arbeitete er für das Thad Jones/Mel Lewis Orchestra und für Quincy Jones, aber auch für Joe Williams, Frank Sinatra, Wes Montgomery, Roy Eldridge, Ben Webster, Quincy Jones, Benny Goodman, Count Basie, Mel Tormé, Terry Gibbs und Sarah Vaughan. Von 1975 bis 1979 schrieb er Arrangements für Lee Konitz’ neunköpfiges Ensemble und spielte Klavier. 1984 wirkte er am musikalischen Konzept des Films Cotton Club mit. Zudem arrangierte er für die Mingus Dynasty und die Mingus Big Band. Neben seiner Arbeit als Musiker und Arrangeur war Johnson auch als Journalist und Photograph tätig.
Sy Johnson starb am 26. Juli 2022 im New Yorker Stadtteil Manhattan im Alter von 92 Jahren an den Folgen einer Erkrankung an COVID-19.